# 崔玄準
Doran，本名崔玄準（： Choi Hyeon-joon，2000年7月22日—）出生於韓國慶尚南道昌原市(慶洲崔氏)，為韓國《英雄聯盟》職業電子競技上路選手，目前效力於T1戰隊。身高182cm，O型，MBTI：ISFP
| ID | 어리고싶다 #KR1 |

詳細Doran 歷年遊戲風格，請參閱 Choi Hyun-joon （Pro Gamer）/Playstyle

## 職業生涯
更多 Doran 職業經歷資訊，請參閱 최현준(프로게이머)/선수 경력

### 出道前 - Griffin（2017–2019）
2017 年加入首爾代表隊，並於隔年 (2018) 參加 KeG 錦標賽及 KeSPA 盃，KeSPA 盃淘汰賽階段首輪首爾隊雖擊敗 HLE，後續不敵 DWG 淘汰。高中畢業後加入 Griffin 青訓，Griffin 於 2019 年夏季賽官宣新上路選手的加入，於 2019年7月20日與 Sword 輪換登場起出道(2019 LCK Summer)。
『 如果你使用Sword，你可以立即取得LCK的成績並晉級世界賽，但Doran的潛力更大，即使你現在輸了幾場，也應該把經驗值留給Doran而不是Sword，這樣你就可以在世界賽上用他了。由於Sword無法勝任Doran那樣激進的上單角色，即使目前情況不穩定，你也應該把Doran當作你的主力。』-前 Griffin 主教練 金大浩 김대호(cvMax)
夏季賽團隊常規賽雖排名第一，但在季後賽敗於 SKT T1。而當年度世界賽則由 Sword 出戰。

### DragonX（2020）
2019 年底轉隊至 DRX。2020 年夏季賽雖進入決賽但不敵 DWG。世界賽以二號種子出戰，在八強遭 DWG 橫掃。

### KT Rolster（2021）
2020 年底加盟 KT Rolster。2021 年春季與夏季皆未進入季後賽。

### Gen.G（2022–2023）
2022 年加入Gen.G。2022 年夏季賽奪冠，世界賽以四強作收。2023 年春夏季賽皆奪冠，但 MSI 和世界賽則分別止步四強與八強。

### Hanwha Life Esports（2024）
2024 年效力於 HLE。夏季賽奪冠，世界賽於八強止步。

### T1（2025–）
2024年11月正式加入 T1。LCK 2025 Rounds 1-2 成績雖為第三名，但在 Road to MSI 先後擊敗 KT 與 HLE 取得 LCK MSI 第二種子的資格。MSI 決賽惜敗 Gen.G，最終獲得亞軍。
『 即使沒有投入任何資源也能發揮最大潛力的選手。』-現 T1 教練 林栽賢 임재현(Tom) 

## 比賽成績
| 年份 | 團隊    | 賽事                            | 名次 |
| ---- | ------- | ------------------------------- | ---- |
| 2018 | KSL     | 2018年KeG錦標賽                 | 冠軍 |
| 2019 | Griffin | 2019年LCK夏季賽                 | 亞軍 |
| 2019 | Griffin | 2019年世界大賽                  | 八強 |
| 2020 | DRX     | 2020年LCK春季賽                 | 季軍 |
| 2020 | DRX     | 2020年LCK夏季賽                 | 亞軍 |
| 2020 | DRX     | 2020KeSPA盃                     | 四強 |
| 2020 | DRX     | 2020年世界大賽                  | 八強 |
| 2021 | KT      | 2021年LCK春季賽                 | 七強 |
| 2021 | KT      | 2021年LCK夏季賽                 | 七強 |
| 2022 | Gen.G   | 2022年LCK春季賽                 | 亞軍 |
| 2022 | Gen.G   | 2022年LCK夏季賽                 | 冠軍 |
| 2022 | Gen.G   | 2022年世界大賽                  | 四強 |
| 2023 | Gen.G   | 2023年LCK春季賽                 | 冠軍 |
| 2023 | Gen.G   | 2023年季中邀請賽                | 四強 |
| 2023 | Gen.G   | 2023年LCK夏季賽                 | 冠軍 |
| 2023 | Gen.G   | 2023年世界大賽                  | 八強 |
| 2024 | HLE     | 2024年LCK春季賽                 | 季軍 |
| 2024 | HLE     | 2024年LCK夏季賽                 | 冠軍 |
| 2024 | HLE     | 2024年世界大賽                  | 八強 |
| 2025 | T1      | 2025年LCK CUP                   | 六強 |
| 2025 | T1      | 2025年季中邀請賽                | 亞軍 |
| 2025 | T1      | 2025年電競世界盃 – 英雄聯盟項目 | 季軍 |

## 外部連結
- Doran的Instagram帳戶
- 崔玄準的X（前Twitter）
- Doran的新浪微博
- Doran的SOOP頻道（韓版）
- Doran的SOOP頻道（國際版）